# Cerodontha nitidiventris
Cerodontha nitidiventris este o specie de muște din genul Cerodontha, familia Agromyzidae, descrisă de Malloch în anul 1934. Conform Catalogue of Life specia Cerodontha nitidiventris nu are subspecii cunoscute.